# Australia (Film)
Australia ist ein monumentales Melodram, das in den Jahren 2007 und 2008 von Baz Luhrmann in den Vereinigten Staaten und Australien gedreht wurde. Nicole Kidman und Hugh Jackman spielen die Hauptrollen, deren abenteuerliche Liebesgeschichte – beginnend im Jahr 1939 – sich vor dem historischen Kontext des Zweiten Weltkriegs in Australien abspielt, insbesondere dem Luftangriff auf Darwin am 19. Februar 1942. In den Kinos der Produktionsstaaten lief der Film nach Terminverschiebungen am 26. November 2008 an; der deutsche Kinostart erfolgte am 25. Dezember.

## Handlung
1939: Die englische Adlige Sarah Ashley reist ihrem Ehemann ins australische Northern Territory nach. Dieser führt dort die 30.000 Quadratkilometer große Rinderfarm „Faraway Downs“ und wird von Sarah verdächtigt, eine Affäre zu haben. Als sie in Australien ankommt, bringt ein Viehtreiber (englisch „drover“, statt eines Namens wird für ihn nur diese Berufsbezeichnung verwendet) sie zur Farm, in der sie nur noch den Leichnam ihres ermordeten Mannes findet.
Die Polizei verdächtigt den Aborigine King George. Dieser ist der Großvater eines Jungen namens Nullah, dessen Mutter auf der Farm arbeitet. Nullahs Vater ist der Verwalter Neil Fletcher, der Nullahs Mutter seit langem zu einer Affäre nötigt, während er Nullah allerdings nicht als seinen Sohn anerkennt. Der Junge fühlt sich als Kind eines Weißen und einer Aborigine keiner der beiden Welten zugehörig.
Fletcher ist Verwalter der Farm in dritter Generation und hat Sarahs Mann getötet, weil er sich als moralischer Besitzer der Farm fühlt. Als Sarah dahinterkommt, dass er Nullah schlägt, entlässt sie Fletcher. Dieser verlässt die Farm und ein Großteil der Belegschaft folgt ihm. Später findet Sarah heraus, dass er heimlich Viehbestände an „King“ Carney, den übermächtigen Konkurrenten ihres Mannes, verkauft hat. Sie steht kurz vor dem Verkauf der Farm.
Erst als "der Drover" ihr hilft, mit einer Handvoll Leute eine Viehherde nach Darwin zu treiben, kann sie die Farm retten. Fletcher versucht aus verletztem Stolz und als Angestellter von King Carney, den Transport der Herde zu sabotieren. Nach seinem Scheitern besucht Sarah einen Ball zugunsten von Mischlingskindern aus Verbindungen zwischen Weißen und Aborigines und setzt sich für Nullah ein.
King Carney erfährt auf diesem Ball von ihr, dass Fletcher ihren Mann ermordet hat. Daraufhin droht King Carney Fletcher, der mit Carneys Tochter verlobt ist, um an Carneys Besitz zu kommen. Die Drohung Carneys, ihn vom Erbe auszuschließen, veranlasst Fletcher, ihn im Outback Krokodilen zum Fraß vorzuwerfen. Daraufhin heiratet er dessen Tochter und ist damit der Nachfolger von King Carney.
In der anschließenden Regenzeit kommen sich Drover und Sarah näher und wachsen mit Nullah zu einer Familie zusammen.
Als 1941 Pearl Harbor angegriffen wird, braucht die US-Armee Nachschub aus Australien in Form von Vieh. Drover wird dabei für einen Viehtrieb quer durch Australien eingesetzt. Nullah wird von den Behörden in eine Missionsstation „für Mischlingskinder“ auf einer Insel vor Darwin gebracht. Sarah will ihn – mit Hilfe des Einflusses ihres Gegners Fletcher und gegen den Verkauf ihrer Farm an diesen – von dort zurückholen. Sie begibt sich deshalb nach Darwin, gerade als der Ort von den Japanern bombardiert wird. Drover, der Sarah liebt, kehrt kurz nach dem Bombardement nach Darwin zurück. Er geht allerdings davon aus, dass diese in der zerstörten Stadt umgekommen ist und fährt zur Missionsstation auf der – ebenfalls bombardierten – Insel. Dort rettet er den überlebenden Kindern das Leben.
Nachdem Drover Sarah wiederfindet, beschließen die drei, nach Faraway Downs zurückzukehren. Fletcher, der bei dem Luftangriff seine Frau verloren hat, will Nullah töten, da er annimmt, dieser habe ihn verflucht. Nullahs Großvater rettet Nullah vor dem Mord durch seinen Vater und tötet diesen dabei. Auf dem Weg zurück nach Faraway Downs beschließt Sarah, Nullah für seinen Initiationsritus mit seinem Großvater ziehen zu lassen. Der Film endet mit der Einblendung, dass die Aborigines bis 1973 rassistisch diskriminiert wurden (sogenannte Gestohlene Generationen) und dass sich die australische Regierung erst im Jahre 2008 dafür entschuldigt habe.

## Synchronisation
| Rolle                     | Darsteller         | Synchronsprecher         |
| ------------------------- | ------------------ | ------------------------ |
| Lady Sarah Ashley         | Nicole Kidman      | Petra Barthel            |
| Drover                    | Hugh Jackman       | Thomas Nero Wolff        |
| Neil Fletcher             | David Wenham       | Peter Flechtner          |
| Kipling Flynn             | Jack Thompson      | Uli Krohm                |
| Lesley „King“ Carney      | Bryan Brown        | Reiner Schöne            |
| Nullah                    | Brandon Walters    | Salvadore-Hugo Garth     |
| Administrator Allsop      | Barry Otto         | Friedrich Georg Beckhaus |
| Magarri                   | David Ngoombujarra | Tobias Meister           |
| Daisy (Nullahs Mutter)    | Ursela Yovich      | Almut Zydra              |
| Catherine "Cath" Flechter | Essie Davis        | Christin Marquitan       |
| Capt. Emmett Dutton       | Ben Mendelsohn     | Bernd Vollbrecht         |
| Dr. Barker                | Bruce Spence       | Hans-Jürgen Wolf         |
| Ramsden                   | Ray Barrett        | Jochen Schröder          |
| Sergeant Callahan         | Tony Barry         | Jan Spitzer              |
| Alter Betrunkener         | Max Cullen         | Eberhard Prüter          |
| Bandy Legs                | Liilian Combrie    | Iris Artajo              |
| Bruder Frank              | Matthew Whittet    | Marius Clarén            |
| Bull                      | Eddie Baroo        | Gerald Paradies          |
| Gloria Carney             | Sandy Gore         | Martina Treger           |
| Goolaj                    | Angus Pilakui      | Karlo Hackenberger       |
| Ivan                      | Jacek Koman        | Roland Hemmo             |
| Maitland Ashley           | Anton Monsted      | Marcus Off               |
| Myrtle Allsop             | Kerry Walker       | Eva-Maria Werth          |
| Sergeant Lupin            | John Jarratt       | Uwe Büschken             |
| Sing Song                 | Wah Yuen           | Weijian Liu              |
| Vater Benedict            | Arthur Dignam      | Hasso Zorn               |

## Hintergrund

### Entstehungsprozess

#### Vorbereitung
Am 22. Februar 2006 erwähnte Luhrmann bei einem Interview in Queensland erstmals sein neues Filmprojekt für 20th Century Fox, das die Geschichte des Bombenangriffs auf Darwin erzählen werde und in Stil und Epik vergleichbar sein solle mit Klassikern des Genres wie African Queen (1951), Giganten (1956) oder Jenseits von Afrika (1985), insbesondere aber von Victor Flemings Vom Winde verweht (1939) inspiriert sei, was die Kombination von „Komik, Romantik, Action und Drama“ betreffe. Der Vorbereitungsprozess habe sich bereits über zehn Jahre hingezogen und nach sorgfältiger Arbeit mit historischen Quellen und Büchern zu einer „mythologischen Erzählung“ geführt. Als Hauptdarsteller wurden zu dieser Zeit Nicole Kidman, die selber in Australien aufwuchs, und der gebürtige Neuseeländer Russell Crowe gehandelt. Auch den Rest der Darsteller hoffte Luhrmann mit Australiern besetzen zu können.
Nachdem die für März 2006 angesetzten Proben sich verzögerten und Luhrmann am Ende des Monats bekannt gab, dass nicht wie geplant im Juli 2006 mit den Dreharbeiten begonnen werden könne, verschob sich der Produktionsprozess zunächst. Die Presse ließ seit dem 30. Mai 2006 verlauten, Russell Crowe sei durch Heath Ledger (ebenfalls ein Australier) ersetzt worden. Die wahre Umbesetzung durch den gleichen Landsmann Hugh Jackman wurde eine Woche später bekannt gegeben. Zur Besetzung stieß außerdem Brandon Walters, ein damals zehnjähriger Aborigine aus Broome in Westaustralien für die Rolle des Nullah.
Gegen Jahresende erwähnte Luhrmann gegenüber ABC Radio National, man befinde sich mitten in der Vorproduktion und werde ab kommendem März drehen. Wenig später wurden Informationen zu Titel (als Arbeitstitel hatten Great Southern Land und Faraway Downs gedient) und Handlung sowie weiteren Darstellern enthüllt.

#### Dreharbeiten
Im Strickland House in Sydney wurde am 30. April 2007 schließlich mit den Filmaufnahmen begonnen. Bowen, eine kleine Stadt im Norden von Queensland, wurde als Drehortdouble für Darwin ausgewählt und zu diesem Zweck teilweise stark umgestaltet. Ganze Straßenteile und Gebäude wurden nach Originalvorbildern aus den 1930er Jahren für sechs Wochen Drehzeit neu erschaffen.

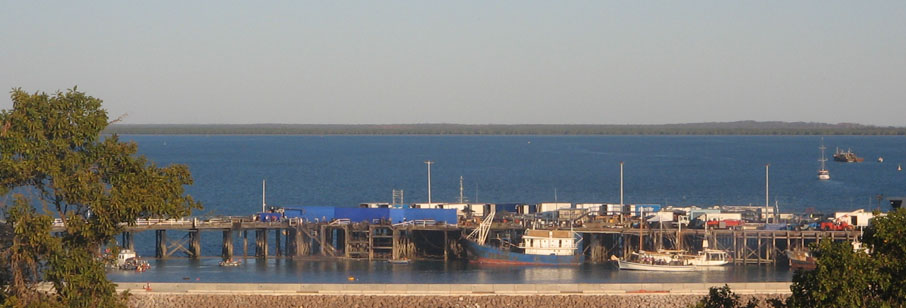
Dreharbeiten am Stokes Hill Wharf in Darwin

Von Juli bis September 2007 fanden außerdem Filmarbeiten in Darwin selbst (u. a. am Stokes Hill Wharf), den Fox Studios in Sydney und Kununurra statt. An die Beendigung der Setaufnahmen schloss sich nun ein dreimonatiger Filmprozess vor Bluescreen an sowie die Arbeit mit nach den Originalschauplätzen genau nachgestellten Studioreplikaten. Mit dem 19. Dezember 2007 wurden die Dreharbeiten abgeschlossen.
In den folgenden Monaten widmete man sich der Postproduktion und der Erstellung eines Teasers, der im Mai 2008 erstmals zu sehen war. Für einige Nachdrehs kam das Team noch einmal im August zusammen. Luhrmann erzählte der Los Angeles Times kurz vor Veröffentlichung des Films, dass er sechs verschiedene Handlungsenden geschrieben habe. Drei davon seien schließlich gedreht worden und am Ende habe man sich für die Verwendung des am meisten "überraschenden" Endes entschieden. Testvorführungen hätten bewirkt, dass die Zuschauer ein Überleben des Viehtreibers am Ende des Films („Happy End“) besser annähmen als seinen Tod, was man bei der Endversion berücksichtigt habe.
Insgesamt zählte man 200 (statt der in Hollywood typischen 80) Drehtage sowie rund 2.000 Rinder und 1.500 Wildpferde, mit denen man gearbeitet hatte. Das Filmprojekt wurde mit einem Budget von 120 bis 130 Mio. US-Dollar verwirklicht.
Nicole Kidman, die während der Dreharbeiten schwanger war, brachte am 7. Juli 2008 ihre Tochter Sunday Rose zur Welt. Sie ist eins von insgesamt 15 Kindern, die während der Arbeit an Australia in den Reihen der Filmcrew geboren wurden.

### Filmmusik
An der Filmmusik wirkte der australische Musiker und Entertainer Rolf Harris mit. Sein Markenzeichen, das sogenannte „Wobble Board“, wurde zur Untermalung des Vorspanns und einer Kampfszene eingesetzt und stellt Harris’ erste Mitarbeit an einem Soundtrack dar. Laut Harris kommt im Soundtrack auch das Didgeridoo zum Einsatz.
Die Filmmusik basiert auf mehreren musikalischen Zitaten, unter anderem auf einem Thema aus Edward Elgars Enigma-Variationen (Nr. 9, Nimrod) und aus J. S. Bachs Jagdkantate BWV 208. Es handelt sich hier um das Thema aus der Arie "Schafe können sicher weiden". In einer der Schlüsselstellen zitiert der Komponist auch einen der Choräle Bachs.
Als musikalisches Thema zieht sich Harold Arlens Lied Over the Rainbow durch den Film, das von Lady Sarah Ashley in einer Szene für Nullah gesungen wird.

### Altersfreigabe
Die MPAA kennzeichnete den Film mit einer PG-13-Freigabe für Jugendliche ab 13 Jahren. Die deutsche FSK hat den Film ab 12 Jahren freigegeben.

### Uraufführungen
Die Weltpremiere des Films fand am 18. November 2008 in Sydney vor über 3000 geladenen Gästen sowie zeitgleich an den Haupt-Drehorten Darwin (Northern Territory), Kununurra (Westaustralien) und Bowen (Queensland) statt. Eine deutsche Premiere gab es nicht, nur ein „Vorabscreening“ am 12. Dezember.

### Marketing
Die australische Tourismusbehörde Tourism Western Australia hatte im Vorfeld der Veröffentlichung eine Kampagne mit einem Budget von einer Million US-Dollar gestartet, die den Tourismus in Australien ankurbeln und Reisende nach Australien locken sollte. Unter dem Titel „See the Movie, See the Country“ (deutsch: „Sieh den Film, besuche das Land“) wurde vor dem Filmstart in Europa, Asien und Amerika für Australien als Reiseziel geworben.
Regisseur Luhrmann wurde zudem beauftragt, eine Serie von Werbespots zu drehen, die ein Gesamtbudget von 50 Mio. US-Dollar hatten. Australia-Darsteller Brandon Walters trat in einem dieser Werbespots auf, Kidman und Jackman dagegen nicht.

## Rezeption

### Kritik

#### Presse
Australien
Die ersten Kritiken in Australien fielen gemischt aus, mit dem Konsens, dass Australia ein guter Film sei, aber kein Meisterwerk.
So bezeichnete der Filmkritiker und Moderator David Stratton den Film im Australian als „nicht das Epos, das wir erwartet haben“. Er lobte Luhrmanns Sinn für Bildkomposition und die Kameraführung von Mandy Walker. Die ersten 20 Minuten des Films seien laut Stratton sehr künstlich inszeniert, was nicht zum Setting im Outback passe. Auch kritisierte er die vielen Klischees und meinte, zahlreiche Bezüge zu älteren Filmen wie Der Zauberer von Oz (1939) zu erkennen: „Es wirkt, als ob der Film nicht so sehr an ein australisches Publikum gerichtet ist, sondern an ein internationales, vor allem amerikanisches Publikum.“ Interessanterweise äußerte Luhrmann im Interview mit Hanns-Georg Rodek (Berliner Morgenpost), gerade in den Vereinigten Staaten auf Probleme zu stoßen, spreche er doch nicht die dort gewünschte „Hollywood-Filmsprache“.
Klischees bemängelte auch Jim Schembri im Sydney Morning Herald: „Das Wort ‚crikey‘ [in der deutschen Fassung: ‚Grundgütiger!‘] wird so oft benutzt, dass der Film oft wie eine Hommage an Steve Irwin klingt.“ Und obwohl der Film nie langweilig werde, sei er doch viel zu lang und beinhalte einige Längen und „erzählerische Speckröllchen“.
Vereinigte Staaten
James Berardinelli sah in dem Film mehr „Epos-Heuchler“ denn „Epos-Anwärter“. Zweifellos biete er visuelle Brillanz, welcher die „mäandrische“ (ausufernde) Handlung nicht gerecht werde. Auch sei die Länge zu bemängeln und der Ton uneinheitlich. Er zog Parallelen zu Pearl Harbor (2001), wo man auf ähnliche Weise an dem Ansatz gescheitert sei, eine vergleichsweise „bedeutungslose“ Romanze über den wirklichen Schrecken des Kriegs zu stellen. Dem setzte Roger Ebert entgegen, dass gerade das romantische Melodram zwischen den Protagonisten „mitreißend“ sei und von den starken Darbietungen seiner Künstler lebe. Ebert hob auch vor allem die Aufarbeitung des Jahrhundertkonflikts „White Australia“ hervor und bewunderte den gewählten antirassistischen Ansatz bei der positiven Darstellung der Aborigines neben kritisch beleuchteten hellhäutigen Einwanderern. Gerade in dem Punkt sei Australia reifer als Vom Winde verweht, der zeitbedingt durchaus noch eines gewissen Rassismus bezichtigt werden könne.
Deutschland
In Deutschland kritisierte Carsten Baumgardt (filmstarts.de) die Zeichnung der Charaktere, die zwar – wie in Epen üblich – stereotypisch angelegt seien, jedoch nicht immer tief berühren könnten. Australia wolle in der Bemühung um Zeitlosigkeit „anachronistisches Kino im positiven Sinne“ sein, ein Ansatz, der zunächst „gewöhnungsbedürftig“ erscheine. Allerdings biete das Drama trotz einiger Fehler „hemmungsloses Gefühlskino“ mit „Momenten voll atemberaubender Schönheit“.
Verena Lueken kam in der FAZ zu dem Schluss, dass in erster Linie der Existenzwert des Films in der heutigen Zeit bemerkenswert sei. („Hier geht es nicht um Australien. Hier geht es um nicht weniger als ein gigantisches Kinoepos, das vor allem dazu gut ist, zu beweisen, dass so was heute noch geht.“)

#### Reaktion
Luhrmann äußerte in der Zeitschrift The Hollywood Reporter seinen Unmut über einige veröffentlichte Kritiken. Viele Rezensenten verstünden nicht, dass Australia kein so festgelegtes Genre bediene wie es „romantische Komödien für 40-jährige Frauen oder Actionfilme für 17-jährige Jungen“ täten. Er habe kein Problem mit Kritik, sondern sei verärgert über das offensichtlich große Missverständnis um sein Werk.

### Finanzieller Erfolg
Gesamt
Die Einnahmen beliefen sich auf 212 Mio. US-Dollar. Davon stammten 23,5 Prozent (50 Mio. US-Dollar) aus Nordamerika, die übrigen 76,5 Prozent (162 Mio. US-Dollar) aus der restlichen Welt.
Eröffnungswochenende
Australia startete an seinem australischen Eröffnungswochenende vom 27. bis 30. November 2008 mit einem Einspielergebnis von 6,37 Mio. AU-Dollar. Kein Film in Australien erzielte vorher in dieser Zeitspanne ein höheres Ergebnis, und es waren 2,15 Mio. mehr, als der James-Bond-Film Ein Quantum Trost im gleichen Jahr unter gleichen Bedingungen erreichte. Allerdings wurden in den Vereinigten Staaten gleichzeitig nur 20 Mio. US-Dollar eingenommen, und der Film erreichte nur Platz 5 der Kinocharts.

## Auszeichnungen
| Festival         | Nominierungen                              | Prämierungen | Person                       | Land | Jahr |
| ---------------- | ------------------------------------------ | ------------ | ---------------------------- | ---- | ---- |
| CFCA Awards      | Beste Kamera Vielversprechendster Künstler |              | Mandy Walker Brandon Walters | USA  | 2008 |
| Satellite Awards |                                            | Auteur Award | Baz Luhrmann                 | USA  | 2008 |
| Oscar            | Bestes Kostümdesign                        |              | Catherine Martin             | USA  | 2009 |

Die Deutsche Film- und Medienbewertung FBW in Wiesbaden verlieh dem Film das Prädikat wertvoll.